# Wombeyan Caves
Wombeyan Caves är en grotta i Australien. Den ligger i kommunen Wingecarribee och delstaten New South Wales, i den sydöstra delen av landet, omkring 120 kilometer sydväst om delstatshuvudstaden Sydney. Arean är 5,7 kvadratkilometer.
Runt Wombeyan Caves är det glesbefolkat, med 9 invånare per kvadratkilometer.. 
I omgivningarna runt Wombeyan Caves växer huvudsakligen savannskog. Genomsnittlig årsnederbörd är 1 166 millimeter. Den regnigaste månaden är februari, med i genomsnitt 216 mm nederbörd, och den torraste är juli, med 35 mm nederbörd.